# آرسی‌ان تلویزیون
آر‌سی‌ان تلویزیون (اسپانیایی: RCN Televisión‎) یک شبکه تلویزیونی کلمبیایی است که متعلق به سازمان آردیلا لوله است. این ایستگاه در ۲۳ مارس ۱۹۶۷ تأسیس شده است. سهام‌دار اصلی آن کارلوس آردیلا لوله است.